# Hồ Bà Dương
Hồ Bà Dương (Trung văn: 鄱阳湖; phanh âm: Póyáng Hú), tọa lạc tại tỉnh Giang Tây của Trung Quốc.
Hồ Bà Dương là nơi sinh sống của các loại chim di cư và là một nơi đến tham quan ưa thích cho những ai ưa thích các loài này. Trong mùa đông, đây là nơi sinh sống của sếu trắng (Grus leucogeranus), tới 90% quần thể loài này trú đông tại đây.

## Tên gọi
Theo phiên thiết trong các tự điển của Trung Quốc thì âm Hán Việt của chữ "鄱" trong danh xưng "鄱阳湖" là "bà". Tuy nhiên, một số từ điển đã phiên âm Hán Việt của "鄱" là "phàn", "phiền" hoặc "phồn", dẫn đến việc tên gọi của hồ là "hồ Phàn Dương", "hồ Phiền Dương", "hồ Phồn Dương" (có thể là âm Hán Việt truyền thống trong tên gọi địa danh này).

## Đặc điểm
Hồ Bà Dương là hồ nước ngọt có lẽ có diện tích bề mặt rộng nhất Trung Quốc, với chiều dài theo chiều nam-bắc đạt 173 km, chiều rộng tối đa theo hướng đông-tây đạt 74 km, bình quân rộng 16,9 km, chu vi bờ hồ đạt 1.200 km, diện tích mặt nước đạt 3.283 km² (khi mực nước đạt cao độ 21,71 m) và thể tích nước đạt 27,6 km³, mực nước sâu trung bình 8,4 m, tối đa đạt 25,1 m nhưng khi vào mùa khô diện tích mặt hồ rút xuống chỉ còn khoảng dưới 1.000 km² còn khi mùa mưa tới thì diện tích mặt hồ có thể tăng lên tới trên 4.000 km². Hồ Bà Dương thông ra sông Trường Giang.
Hồ có thể chia ra thành 2 phần bắc và nam. Phần phía bắc hẹp, dài và sâu với chiều dài đạt 40 km, chiều rộng tối đa đạt 2,8 km, là đường dẫn nước từ khu hồ chính phía nam ra sông Trường Giang. Phần phía nam là phần hồ chính, rộng và nông. Chiều dài tối đa đạt 174 km, chiều rộng tối đa đạt 74 km.
Các sông chính cấp nước cho hồ bao gồm: Cám giang, Phủ hà, Tín giang, Nhiêu hà, Tu thủy, Nhiêu hà, Bác Dương hà v.v. Lượng nước chảy về phía bắc đổ vào sông Trường Giang đạt 146 km³ mỗi năm, vượt qua lưu lượng thoát nước của ba con sông bao gồm Hoàng Hà, Hoài Hà và Hải Hà cộng lại. Diện tích lưu vực của hồ Bà Dương đạt 162.225 km², chiếm khoảng 97% diện tích lưu vực tỉnh Giang Tây và 9% diện tích lưu vực của sông Trường Giang. Lượng nước thu nhận hàng năm ước đạt 152,5 km³, chiếm 16,3% tổng lượng nước thu nhận của sông Trường Giang.
Mực nước trong hồ Bà Dương thay đổi theo mùa, dao động chủ yếu trong khoảng 9,79-15,36 m. Mực nước trong giai đoạn xuân-hạ lên cao còn về mùa đông thì xuống thấp, để lộ ra các bãi cù lao trong hồ. Mức nước trung bình hàng năm nói chung đạt cao độ 12,86 m, cao nhất đạt 22,59 m (ngày 31 tháng 7 năm 1988) và thấp nhất đạt 5,9 m (ngày 6 tháng 2 năm 1963). Diện tích và dung tích tương ứng với hai mức này là 4.070 km²/30 km³ và 146 km²/0,45 km³.

## Hình thành
Theo dòng lịch sử, hồ Bà Dương từng được gọi là Bành Lễ trạch (彭蠡澤, tức đầm Bành Lễ) hay đầm Bành hoặc hồ Quan Đình, nhưng trên thực tế chúng có lẽ không phải là một.
Trước thời kỳ nhà Hán, sông Trường Giang chảy lệch nhiều hơn về phía bắc. Đầm Bành Lễ cổ đại là khu vực tương ứng với ngày nay là khu vực bao quanh bởi các hồ như hồ Long Cảm (龍感湖), hồ Đại Quan (大官湖), hồ Bạc (泊湖) và các hồ xung quanh trong tỉnh An Huy ở phía tây, hồ Nguyên (源湖) trong tỉnh Hồ Bắc ở phía đông đều ở phía bắc sông Trường Giang ngày nay. Khi đó đoạn sông cổ của Cám giang chảy vào sông Trường Giang tại Hồ Khẩu và vị trí ngày nay là hồ Bà Dương chỉ là một hồ nhỏ. Đến thời kỳ Hán-Tấn thì hồ thông ra sông Trường Giang qua Anh Tử khẩu (nay thuộc địa phận huyện Tinh Tử) còn sông Cám đổ nước vào đầm Bành Lễ tại Giao Hối khẩu. Từ Anh Tử khẩu tới Hồ Khẩu là một dải đất hẹp và khu vực ngày nay thuộc hồ Bà Dương khi đó là một vùng bình nguyên dọc theo sông Cám. Do bên cạnh Anh Tử khẩu có miếu Cung Đình nên hồ Bà Dương cổ và nhỏ khi đó còn gọi là hồ Cung Đình. Cuối thời kỳ Tây Hán, sông Trường Giang đổi dòng chảy về phía nam nhiều hơn làm cho thủy vực của đầm Bành Lễ cổ đại bị phân li khỏi sông Trường Giang và nó bị khô dần đi, biến thành hệ thống các hồ như ngày nay ở phía bắc sông Trường Giang. Vào khoảng năm 400, sông Trường Giang đã chảy nhiều hơn về phía nam đến mức làm cho nước sông Cám bị ứ lại và tạo thành hồ Bà Dương ngày nay. Tuy nhiên, do Ban Cố chép tại Hán thư như nói trên nên ngày nay người ta coi hồ Bà Dương chính là sự biến hóa của đầm Bành Lễ cổ đại. Do tên gọi đầm Bành Lễ có sự biến đổi như vậy nên trong giới học giả Trung Hoa không có sự thống nhất về việc đầm Bành Trạch có phải là hồ Bà Dương ngày nay hay không. Căn cứ theo Vũ Cống trong kinh Thượng Thư thì đầm Bành Lễ cổ đại là khu vực thuộc phía bắc sông Trường Giang ngày nay, nhưng theo Ban Cố sau này thì đầm Bành Lễ bao quát cả hai bờ nam-bắc của Trường Giang vì thế cũng có thể coi hồ Bà Dương ngày nay là đầm Bành Lễ cổ biến hóa thành.
Sự ứ đọng nước sông Cám đã làm ngập lụt các huyện Bà Dương và Hải Hôn (海昏), buộc dân cư phải di cư hàng loạt tới trấn Ngô Thành (吳城) trong khu vực ngày nay là huyện Vĩnh Tu. Ngô Thành vì thế trở thành một trong các trấn cổ nhất của tỉnh Giang Tây. Sự di dân bắt buộc này là nguồn gốc của thành ngữ "淹了海昏縣, 出了吳城鎮" nghĩa là "huyện Hải Hôn ngập xuống, xuất hiện trấn Ngô Thành".
Hồ Bà Dương đạt kích thước lớn nhất của nó trong thời nhà Đường, khi diện tích bề mặt của nó đạt tới 6.000 km².

## Vấn đề môi trường
Chính quyền Trung Quốc đã ra lệnh cấm đánh bắt cá trong khu vực hồ kể từ năm 2002. Năm 2007 các e ngại cho rằng cá heo không vây (Neophocaena phocaenoides) Trung Quốc, được biết đến trong khu vực như là 江豚, jiāngtún ("lợn sông"), loài bản địa của hồ, có thể nối đuôi theo cá heo sông Trường Giang (Lipotes vexillifer) đi vào con đường tuyệt chủng. Người ta kêu gọi phải có hành động để bảo vệ loài cá heo này, trong đó chỉ còn khoảng 1.400 con còn sống, với 700-900 con trong sông Trường Giang và khoảng 500 con trong hồ Bà Dương và hồ Động Đình.
Quần thể cá heo này năm 2007 chỉ chưa bằng một nửa quần thể năm 1997 và tốc độ suy giảm đạt 7,3% mỗi năm.
Khai thác cát bằng hút và nạo vét là nguồn thu nhập chính trong phát triển kinh tế khu vực ven hồ trong vài năm gần đây. Nhưng cùng trong khoảng thời gian này thì các dự án khai thác cát với mật độ dày dặc cũng là nguyên nhân chính làm suy giảm các quần thể sinh vật hoang dã trong khu vực.
Việc khai thác cát như thế này làm cho nước vẩn đục hơn và cá heo không thể nhìn xa như trước kia, buộc phải dựa vào hệ thống định vị âm phát triển cao của chúng để tránh các vật cản và tìm kiếm thức ăn. Nhưng các tàu thuyền lớn ra vào hồ với tần suất 2 phút mỗi chuyến và với mật độ tàu thuyền cao như thế thì cá heo rất khó nghe và định vị con mồi cũng như không thể bơi lội tự do từ bờ này sang bờ kia.

## Chiến trận trong lịch sử
Năm 1363, một trận thủy chiến trên hồ Bà Dương đã diễn ra giữa thủy quân của Trần Hữu Lượng và Chu Nguyên Chương, được coi là một trong những trận thủy chiến lớn nhất thế giới khi xét về lực lượng tham chiến, với phần thua thuộc về lực lượng của Trần Hữu Lượng, dù đông quân hơn.